# Eudrapa mollis
Eudrapa mollis là một loài bướm đêm trong họ Noctuidae.